# جورجي لوبيز
جورجي لوبيز (بالإسبانية: Jorge López)‏ هو ممثل ومغني وراقص تشيلي، ويعرف في المقام الأول عن دوره «راميرو بونس» في مسلسل ديزني سوي لونا، وحالياً معروف بشخصية فاليريو في مسلسل دراما مراهقين النخبة من إنتاج نتفليكس.

## مسيرته الفنية
درس التمثيل في أكاديمية فرناندو غونزاليز ماردونيس وفي جامعة (UNIACC) كان ظهوره الأول على الشاشة الكبيرة في فيلم «فيلوتا» الذي أشتهر من خلاله عام 2011، يليه المسلسل التلفزيوني للشباب (Decibel 110) الذي تم بثه بين عامي 2011 و2012 على قناة ميجا (تشيلي).

## روابط خارجية
- جورجي لوبيز على موقع IMDb (الإنجليزية)
- جورجي لوبيز على موقع ميوزك برينز (الإنجليزية)
- جورجي لوبيز على موقع قاعدة بيانات الفيلم (الإنجليزية)